# Nanorana annandalii
Espèce
Synonymes
- Rana annandalii Boulenger, 1920
- Paa annandalii (Boulenger, 1920)

Statut de conservation UICN

 NT  : Quasi menacé
Nanorana annandalii est une espèce d'amphibiens de la famille des Dicroglossidae.

## Répartition
Cette espèce se rencontre entre 1 500 et 3 000 m d'altitude, :
- en Inde dans les États du Bengale-Occidental, du Sikkim et de l'Arunachal Pradesh ;
- dans l'est du Népal.

Sa présence est incertaine au Bhoutan.

## Étymologie
Cette espèce est nommée en l'honneur de Thomas Nelson Annandale, zoologiste et anthropologue écossais.

## Publication originale
- Boulenger, 1920 : A monograph of the South Asian, Papuan, Melanesian and Australian frogs of the genus Rana. Records of the Indian Museum, vol. 20, p. 1-226 (texte intégral).